# Usine ferroviaire de Reichshoffen
L'usine ferroviaire de Reichshoffen — anciennement De Dietrich Ferroviaire puis Alstom Reichshoffen ou Alstom DDF — est une usine appartenant au groupe basque espagnol CAF, située à Reichshoffen, en Alsace.
Le site est familièrement surnommé « la Schmelz » (fonderie en alsacien) par ses employés.
Créée par la famille de Dietrich en 1848, l'usine est rachetée en 1995 par Alstom. En 2022, dans le contexte du rachat de Bombardier par Alstom, la Commission Européenne contraint Alstom à céder l'usine et sa ligne de produits au groupe basque espagnol Construcciones y Auxiliar de Ferrocarriles (CAF) et sa filiale CAF France située à Bagnères-de-Bigorre, dans les Hautes-Pyrénées.

## Historique

### Origines

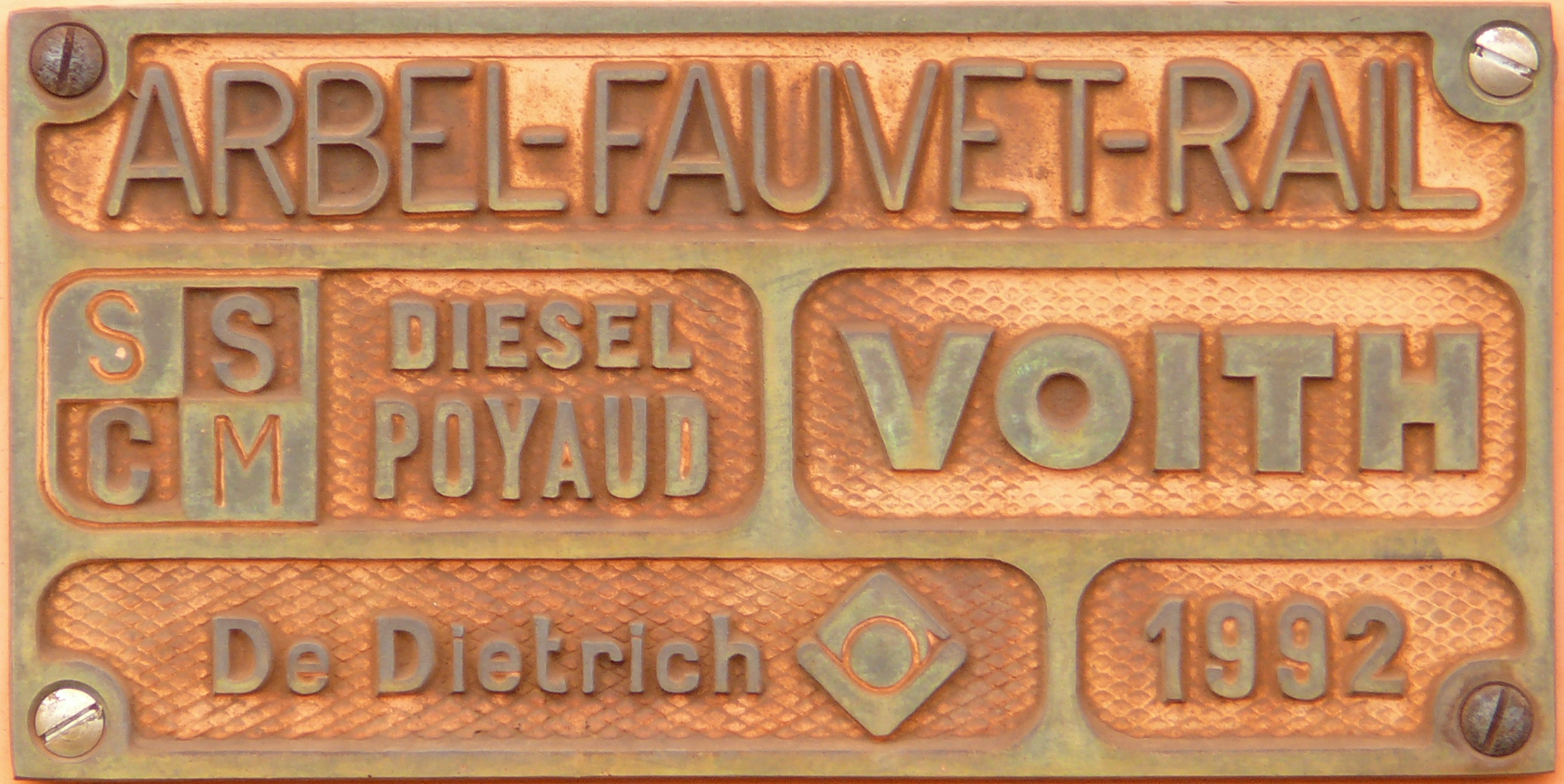
Plaque de constructeur du locotracteur SNCF Y 8490.

L'origine de l'usine, produisant initialement des wagons et des paires de roues, remonte à 1848.
De Dietrich Ferroviaire fournissait entre autres les voitures du train Enterprise reliant Dublin et Belfast en Irlande. 
De Dietrich Ferroviaire était partenaire de Linke-Hoffmann-Busch de Salzgitter en Allemagne pour le développement en commun d'une automotrice Diesel pour la Société nationale des chemins de fer français (SNCF) et la Deutsche Bahn (DB) ; le résultat est connu en France à travers les autorails X 73500 et X 73900 surnommés Baleines, et en Allemagne avec les VT 641 de la DB. 

### Rachat par Alstom
En 1995, De Dietrich Ferroviaire est racheté par Alstom. Le site est désormais appelé « Alstom DDF » ou « Alstom Reichshoffen ».
Le site produit notamment les trains régionaux Régiolis (Coradia Polyvalent) de la gamme Coradia. Reichshoffen doit également produire des trains à hydrogène pour le compte de la région Grand Est.

### Cession à CAF France
En juillet 2020, Alstom annonce qu'il est prêt à céder le site de Reichshoffen afin de finaliser le rachat des activités ferroviaires de Bombardier.
Le 24 novembre 2021, Alstom annonce qu'il cède le site de Reichshoffen ainsi que la plateforme du Coradia Polyvalent, à CAF France, filiale de l'espagnol Construcciones y Auxiliar de Ferrocarriles (CAF), l'opération étant finalisée en août 2022 pour un montant d'environ 75 millions d'euros,. L'accord entre CAF et Alstom concerne également le transfert de propriété intellectuelle sur la plateforme Talent3, produit par Bombardier Transport dans son usine allemande d'Hennigsdorf, alors qu'en juillet 2022 Alstom a cédé à son concurrent japonais Hitachi Rail la part de Bombardier Transport dans le train à grande vitesse V300 Zefiro.
L’usine emploie de 700 à 900 personnes (700 en personnel permanent).